# Pontinus strigatus
Pontinus strigatus és una espècie de peix pertanyent a la família dels escorpènids.

## Hàbitat
És un peix marí i d'aigües profundes.

## Distribució geogràfica
Es troba al Pacífic sud-oriental: les illes Galápagos.

## Observacions
És inofensiu per als humans.